# 桑世傑
桑世傑（？—1358年），无为（今属安徽）人，元末明初军事将领。
其在巢湖归顺朱元璋，当时揭发趙普勝谋叛。后跟随渡江，攻破元朝水军，授秦淮翼元帥。后跟随大军攻下镇江、金壇、丹陽、寧國、水陽、常州、江陰、宜興，任行樞密院事。在攻打石牌的时候，力战而死。后赠安遠大將軍、輕車都尉、永義侯，侑享太廟。
其子桑敬继承父职，任都督府僉事。洪武二十三年，封徽先伯，后因藍玉案连坐而死。